# Reporter Blues
Reporter Blues  (яп. レポーターブルース) — японский анимационный сериал итало-японского производства, выпущенный студиями RAI и TMS Entertainment. Автором сценария выступили Марко Пагот и Ги Пагот, а режиссёром Кэндзи Кодама.
Транслировался по телеканалу TV Tokyo с 3 октября по 8 ноября 1991 года. Всего выпущено 26 серий. Сериал также транслировался на территории Франции, Германии, Италии и Испании.
Песни к сериалу исполнял итальянский певец Симона Патитуччи. Музыку сочинили Пино Массара и Стельвио Чипрани.

## Сюжет
Действие происходит в Париже в 1920-е годы. Молодая журналистка по имени Тони работает в газете La voix de Paris и мечтает стать всемирно известной, а по ночам в городском кофе играет на саксофоне. Она начинает работать с Аленом, молодым фотографом, и скоро влюбляется в него. Им вдвоём предстоит наблюдать за мадам Лапэн, богатой женщиной из высших слоёв общества, которая может быть причастна к нескольким крупным преступлениям, связанным с грабежами.

## Роли озвучивали
- Суми Симамото — Антониетте Плато